# Ansells

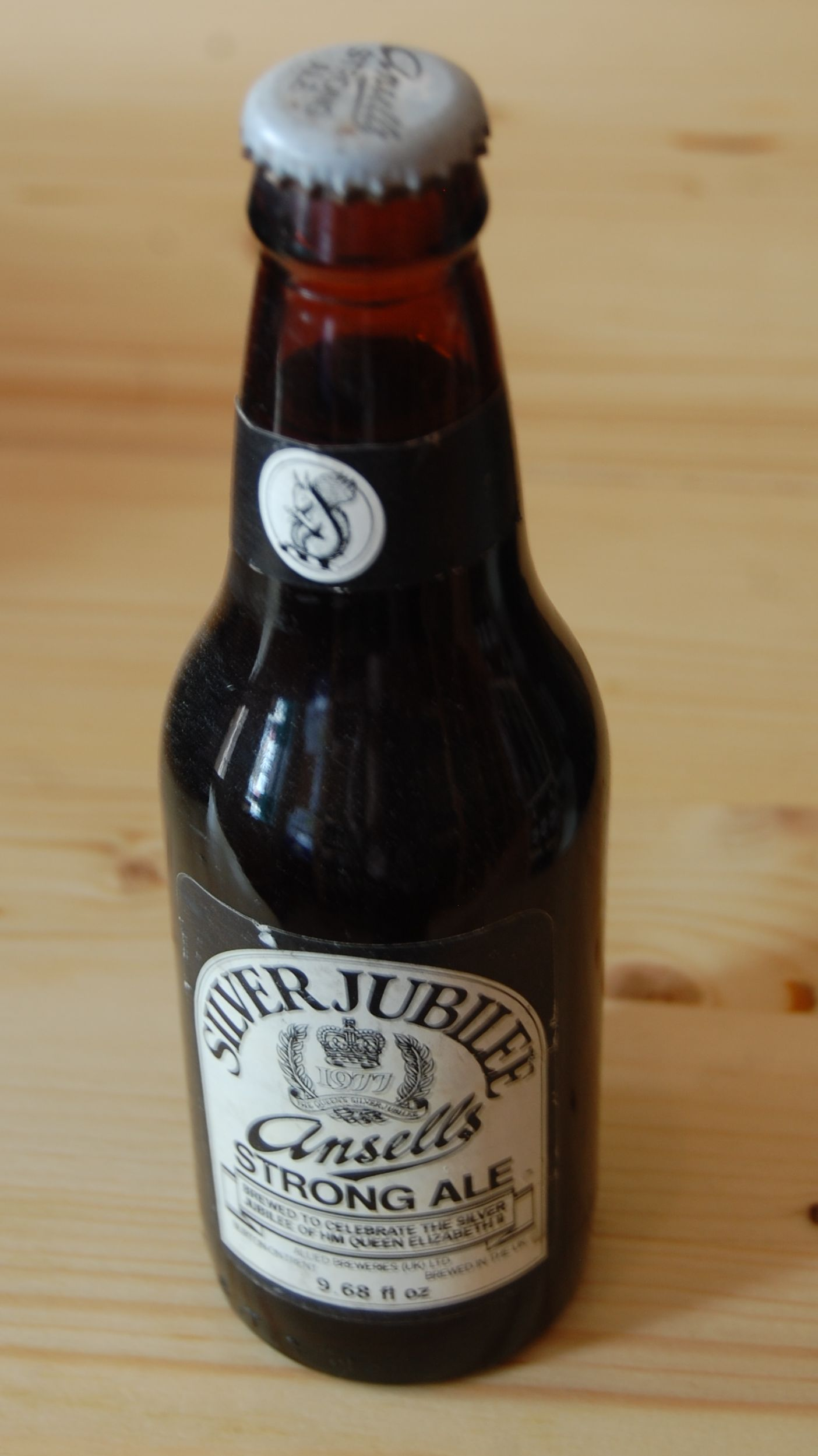
Flesje bier van Ansells

Ansells was een bierbrouwerij en handelsbedrijf in de regio Aston, bij de Britse stad Birmingham.

## Beschrijving
De brouwerij werd in 1858 te Aston Cross gesticht door Joseph Ansell; dat was op de plaats van verschillende artesische putten (de latere HP Saucefabriek was er vlak naast). In 1888 stond de firma bekend onder de naam Joseph Ansell and Sons en het bedrijf werd een besloten vennootschap in 1901. De firma groeide doordat men een aantal kleinere lokale bierbrouwerijen overnam, waaronder Rushtons (1923), Lucas of Leamington (1928) en Holt's Brewery (1934). Het logo van Holt's, een rode eekhoorn, en profiel gezien, werd door Ansells overgenomen voor de eigen biermerken. 
Ansells fuseerde in 1961 met Taylor Walker & Co en Ind. Coope & Co, waardoor Allied Breweries ontstond. De Aston Brewery stopte alle productie na een staking in 1981. De locatie is tegenwoordig in gebruik als showroom voor auto's. De productie werd verplaatst naar de brouwerij van Allied Breweries te Burton upon Trent; enige voormalige medewerkers begonnen toen de Aston Manor Brewery. Ansells Mild and Best Bitter worden tegenwoordig door JW Lees geproduceerd voor de opvolger van Allied Breweries, Carlsberg.